# Marie-Thérèse de Portugal (1793-1874)
Pour les articles homonymes, voir Marie-Thérèse de Bragance.
Ne doit pas être confondu avec Thérèse de Portugal (1176-1250).
 (août 2019).
Si vous disposez d'ouvrages ou d'articles de référence ou si vous connaissez des sites web de qualité traitant du thème abordé ici, merci de compléter l'article en donnant les références utiles à sa vérifiabilité et en les liant à la section « Notes et références ».
Titre
Princesse de Beira
29 avril 1793 – 21 mars 1795
(1 an, 10 mois et 20 jours)
Marie-Thérèse de Bragance (en portugais : Maria Teresa de Bragança) , infante de Portugal, princesse de Beira et, par ses mariages, infante d’Espagne et comtesse de Molina, est née le 29 avril 1793 à Ajuda (royaume de Portugal) et morte le 17 juin 1874 à Trieste (Empire austro-hongrois).
Avec son second époux, l’infant Charles d’Espagne (1788-1855), Marie-Thérèse est l’une des figures centrales du mouvement carliste, qui la proclame « reine consort d’Espagne » après leur mariage.

## Famille
L’infante Marie-Thérèse est la fille aînée de l'infant Jean de Portugal (1767-1826) et de son épouse l’infante Charlotte-Joachime d’Espagne (1775-1830). Par son père, la princesse est la petite-fille de Pierre III et de Marie Ire de Portugal. Charles IV d’Espagne et Marie-Louise de Bourbon-Parme sont ses grands-parents du côté maternel. Marie-Thérèse de Portugal appartient ainsi, par sa naissance, aux maisons royales espagnole et portugaise : la maison de Bourbon et celle de Bragance.
Aînée de sa fratrie, Marie-Thérèse ne compte pas moins de neuf frères et sœurs : François-Antoine (1795-1801), Marie-Isabelle (1797-1818), Pierre (1798-1834), Marie-Françoise (1800-1834), Isabelle-Marie (1801-1876), Michel (1802-1866), Marie Assomption (1805-1834) et Anne de Jésus Marie (1806-1857).

## Biographie

### Enfance
À sa naissance, l’infante Marie-Thérèse est titrée princesse de Beira, ce qui fait d’elle l’héritière présomptive de la couronne portugaise. Elle perd toutefois ce titre à la naissance de son frère François-Antoine en 1795.

### Exil au Brésil
La reine Marie Ire perd peu à peu la raison après la mort de son mari en 1786 et celle de son fils aîné et héritier du trône, de sa fille, de son gendre et de son petit-fils en 1788. Son fils cadet, l'infant Jean est proclamé régent et accueille son neveu l'infant Pierre-Charles d’Espagne (1790-1812), fils de Gabriel-Antoine d’Espagne (1752-1788) et de Marie-Anne-Victoire de Portugal (1768-1788), qui est titré et élevé en infant du Portugal.
En 1807, le Portugal, fidèle allié du Royaume-Uni, est envahi par les troupes françaises. À bord du Príncipe Real (en portugais « prince royal »), les Bragance — dont la reine Marie Ire et le régent Jean — embarquent en novembre pour le Brésil, à l’époque une colonie portugaise. Le navire accoste à Salvador de Bahia le 2 janvier 1808, mais Marie-Thérèse s’installe avec ses frères et sœurs au Paço da Cidade (futur palais impérial) à Rio de Janeiro.
Durant l’exil brésilien, loin du protocole de la cour, la princesse est courtisée par son cousin l’infant Pierre-Charles d’Espagne. Alors que l’on pensait offrir la main de cette dernière à son oncle le roi Ferdinand VII d’Espagne, Pierre et Thérèse se marient finalement le 13 mai 1810 à Rio de Janeiro. Durant deux ans, le couple vit une idylle amoureuse même si la santé délicate de l’infant a des effets néfastes sur la vie sexuelle du couple. Cependant, Marie-Thérèse et Pierre-Charles ont un enfant qui naît en 1811 : Sébastien-Gabriel d’Espagne (1811-1875), qui se marie à la princesse Marie-Amélie de Bourbon-Siciles, puis, en secondes noces, à l'infante Marie-Christine d'Espagne. Le 4 juillet 1812 à Rio de Janeiro, Pierre-Charles meurt sans être jamais rentré en métropole, rendant Thérèse veuve à l’âge de 19 ans. La reine Marie meurt en 1816 et l'infant Jean est proclamé roi sous le nom de Jean VI. La même année, sa sœur Marie-Françoise épouse leur oncle Charles de Bourbon, frère du roi d'Espagne.
L'empire français vaincu, la famille royale — Pierre et sa famille exceptés — rentre au Portugal en 1821, mais se trouve confrontée aux velléités d'indépendance du Brésil et à la lutte qui divisent conservateurs cléricaux et libéraux.

### Retour en Europe
D’un tempérament plutôt conservateur, la princesse Marie-Thérèse donne un soutien indéfectible à son frère, Michel Ier de Portugal, pendant la crise de succession portugaise (1826-1834). De la même manière, avec en arrière-plan la question du conservatisme de la monarchie, elle soutient la cause de son beau-frère Charles, champion des ultraroyalistes espagnols, face à la fin de règne de Ferdinand VII qu'ils jugent trop tiède. Sa succession est d'ailleurs un sujet de crispation : Charles est pour le moment héritier du trône, « prétendant des carlistes » sous le nom de Charles V (Carlos V en espagnol), mais il fait face à la volonté de Ferdinand VII d'annuler les effets de la loi salique, permettant de faire monter sur le trône espagnol ses futurs enfants, quel que soit leur sexe.
Les dernières années du règne de Ferdinand VII, Marie-Thérèse vit à Madrid avec son fils. Le 3 février 1833, le gouvernement décide de l'expulser de la Cour, en raison de son implication directe dans les conspirations ultras et de l’influence qu’elle exerce sur son beau-frère Charles, l'encourageant notamment à défendre ses prétentions à la succession à l'encontre de la fille du roi Isabelle, qui vient de naître. Afin de sauver les apparences, on dit qu’elle avait été appelée auprès de son frère Michel Ier,. Charles et Marie-Françoise, ainsi que leurs enfants, décident de l'accompagner dans son exil portugais, afin d'éviter de leur côté d'avoir à prêter serment à la future Isabelle II. Mais le Portugal, alors en pleine guerre civile, n'est pas un endroit paisible ; Charles et Marie-Françoise partent pour l'Angleterre, où cette dernière décède en 1834, alors que leur frère Michel les suit après avoir dû renoncer au trône portugais.

### Princesse carliste

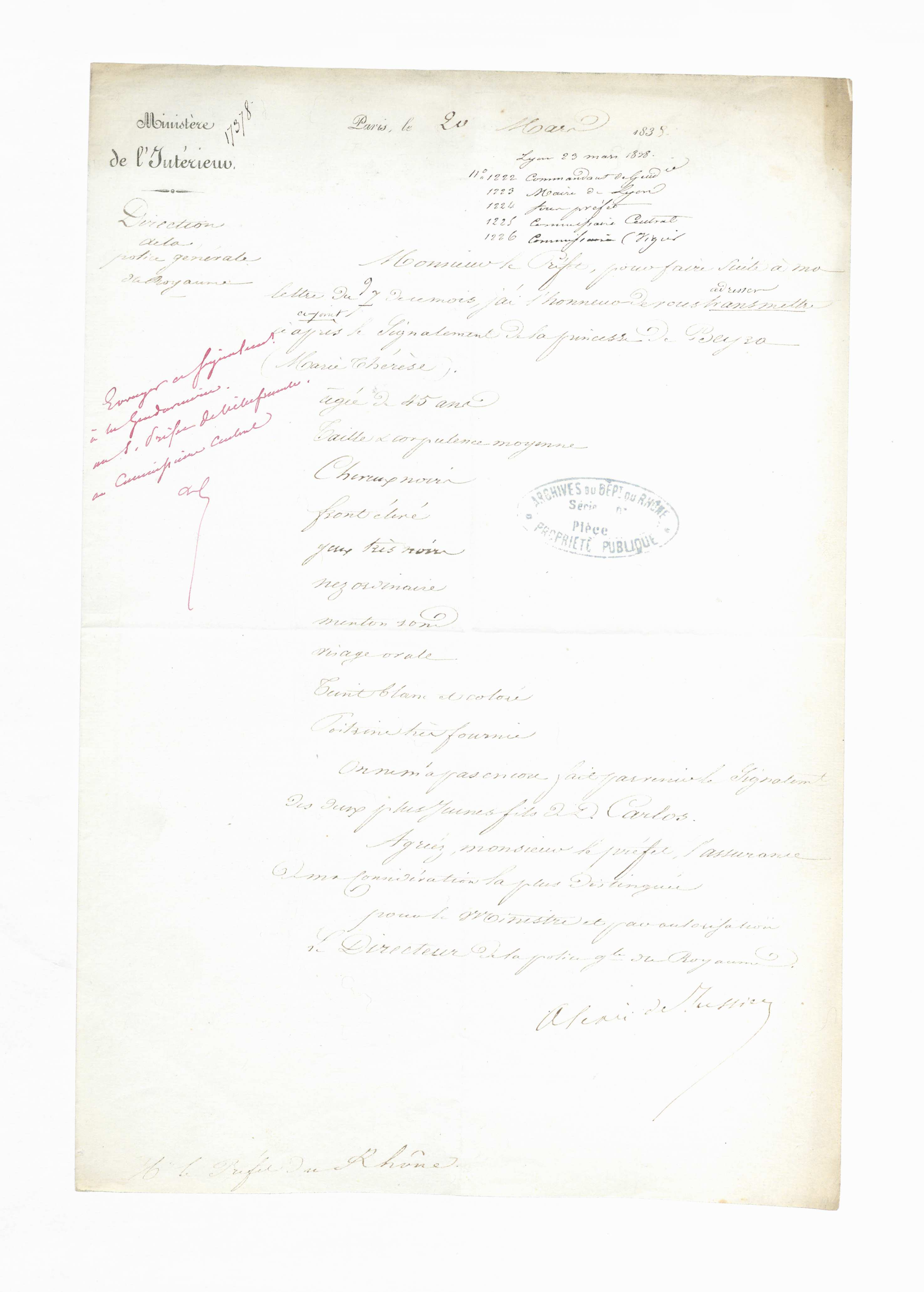
Extrait du dossier de surveillance de la princesse de Beira par la préfecture du Rhône, 1838. Ici, sa fiche anthropométrique (AD Rhône, 4 M 288).

Marie-Thérèse reste une figure importante du carlisme, participant à la première guerre carliste (1833-1846) aux côté de son oncle et beau-frère Charles. 
Le 15 janvier 1837, les Cortès excluent Marie-Thérèse de la succession au trône d’Espagne. Ses droits à la Couronne, qui lui étaient transmis en tant que descendante de Charlotte-Joachime d’Espagne (sa mère), se voient annulés en raison du comportement rebelle qu’elle a eu en soutenant don Carlos pendant la première guerre carliste. Son fils Sébastien-Gabriel et son frère Michel Ier de Portugal sont eux aussi exclus de la succession. En 1859, les droits de Sébastien-Gabriel sont rétablis à condition qu’il renonce à la cause carliste. 
Le 3 juillet 1838, la princesse quitte Rotterdam pour rejoindre Charles de Bourbon, veuf depuis 1834, qu'elle épouse en deuxièmes noces le 20 octobre à Azpeitia (Pays Basque). Le couple n’a pas d’enfant ensemble mais leurs progénitures respectives sont élevées au sein du même foyer. À l'occasion de son voyage, l'administration préfectorale française se mobilise pour lui interdire l'accès au territoire.

### Second exil et mort

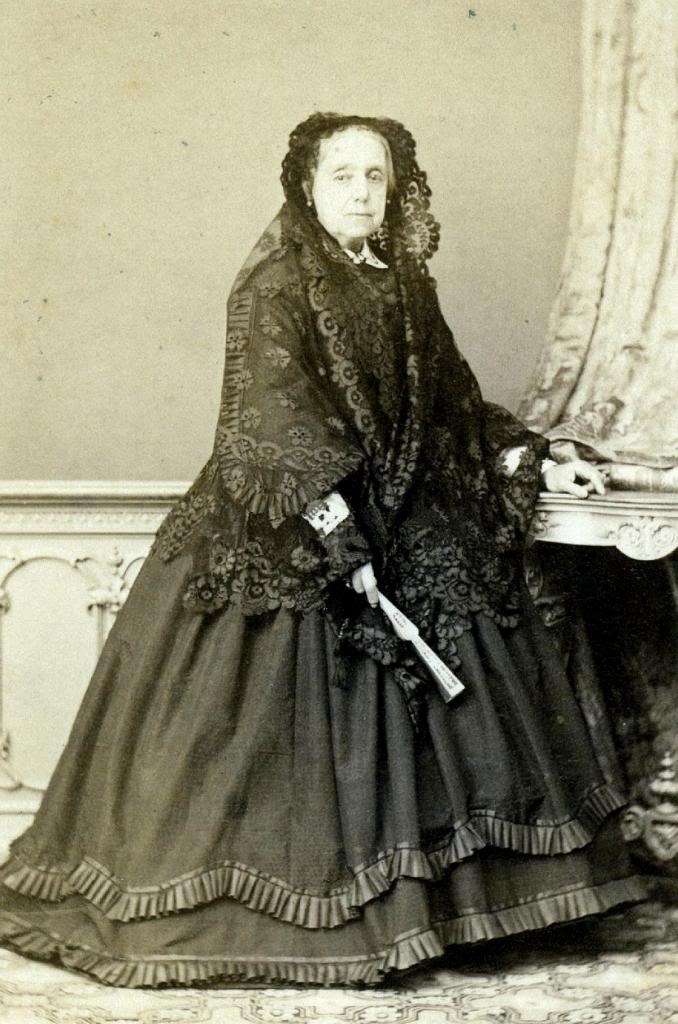
La princesse Thérèse de Portugal, à la fin de sa vie.

Très tôt, la famille « recomposée » quitte le Pays basque à cause de l’échec du parti carliste. En 1845, Charles, installé à Bourges, finit par renoncer à ses droits au trône en faveur de son fils aîné, Charles-Louis, qui prend le nom de « Charles VI ». Dix ans plus tard, l’époux de Marie-Thérèse meurt à Trieste (actuelle Italie). Marie-Thérèse s’éteint dans la même ville le 17 juin 1874, à l’âge de 81 ans.

## Dans la culture
- (it) Luigi Previti, I diamanti della principessa di Beira, o Il volontario di Zumalacarreguy, Tipografia dell'Immacolata Concezione, 1875